# Fernando Sáenz de Miera
Fernando Sáenz de Miera Espíritu Santo (Puebla, 22 de mayo de 1968) comienza su formación como actor y dramaturgo, participando con su grupo de teatro en diversos concursos juveniles, ganando cerca de treinta premios en cuatro años. Obtiene la beca Salvador Novo en dos ocasiones, para estudiar dramaturgia en el Centro Mexicano de Escritores, a mediados de los años 80. En 1985 es distinguido por la Presidencia de la República con Mención Honorífica dentro del Premio Nacional de Teatro.
En 1990 se asocia con Carmen Armendáriz y dedican gran parte de su trabajo a la producción de cine, generando cintas como Millonario a la Fuga, La secta de Sargón y Doble Venganza. En 2004 produce Parejas, un largometraje de ficción, y El otro sueño americano, uno de los cortometrajes mexicanos que más premios internacionales ha recibido. Perteneció a la mesa directiva de CANACINE (Cámara Nacional de la Industria Cinematográfica), donde desarrolla actividades a favor de la producción cinematográfica.
En la televisión mexicana ha participado en la generación y producción de distintos conceptos de programas, tanto de suspenso, como noticieros de espectáculos, informativos, telerevistas, musicales y de acción. Para Televisa desarrolló “Hora Marcada”, “Tony Tijuana” y "M13DOS" programas unitarios de suspenso y acción; “La Botana” y “Trapitos al Sol”, noticieros de espectáculos; “Aquí entre 2”, una telerevista femenina y “Gran Musical” en el género musical. Para Televisión Azteca desarrolló “Ventaneando”, programa de crítica sobre el espectáculo, y “Telemillones”, un programa de concursos. En cuanto a la televisión cultural, desarrolló para Once TV conceptos como “Con los Ojos de...”, documentales sobre artistas plásticos; “Buenas Cosas”, un noticiero cultural y “Antología de la Zarzuela”, una serie sobre música española con Pepita Embil, y “A la Cachi Cachi Porra” un programa que difunde conocimiento y cultura a través de concursos de habilidad. Para la DGTVE desarrolló "Laboratorio de cine", programa documental sobre producción cinematográfica y "Un nuevo significado", telerevista especializada en la tercera edad. Para Cadena Tres, desarrolló "Bien Familiar", una revista femenina de transmisión diaria.
En cuanto a la docencia, dirigió un Diplomado sobre Producción en Televisión, dentro del CIGCITE (Centro Internacional de Guionísmo), organismo apoyado por la SOGEM (Sociedad General de Escritores de México). Ha sido jurado en diferentes concursos organizados por INBA (Dirección de Teatro Escolar), CREA (Dirección de Teatro) y Televisa. Participó en la organización de los III y IV Congresos Nacionales de Jóvenes de Teatro para el Consejo Nacional para la Juventud (CREA), logrando avances en la difusión del teatro joven mexicano.
En el año 2006 contrajo matrimonio con una bellísima mujer, abogada de profesión de nombre Erika Sofía Piza Bátiz y tuvieron 2 hijos, Emiliano y Fernanda.
Trabajó en 2012 como asesor en la Comisión Nacional de Seguridad de México tras la desaparición de la Secretaría de Seguridad Pública (SSP) Federal, a cargo del Dr. Manuel Mondragón y Kalb. Tras su salida, se incorpora como asesor del Comisionado General de la Policía Federal Maestro Enrique Francisco Galindo Ceballos hasta octubre de 2016.